# Salice
Salice est une commune française située dans la circonscription départementale de la Corse-du-Sud et le territoire de la collectivité de  Corse. Elle appartient à l'ancienne piève de Cruzini dont elle était le chef-lieu.

## Géographie
Le village est situé à 700 mètres d'altitude, construit à flanc de coteau, il domine la vallée du Cruzzini. Il est voisin par la route qui le traverse des villages de Azzana à l'est et Rosazia à l'ouest. Il est parcouru par de nombreux sentiers, les streta qui permettent de se rendre d'une maison à une autre. La route départementale 4 le traverse d'est en ouest, à la sortie ouest un chemin communal carrossé permet de se rendre sur les hauteurs.
Malgré une taille relativement modeste, plusieurs "quartiers", témoignant de l'ancien peuplement du village (on approchait le millier d'habitants à la fin du XIXe siècle) se distinguent: U Finosellu à l'entrée est du village, la Punta, groupement de maisons isolées sur un replat à proximité de l'église, la Croix à la sortie ouest et U Valdu constitué autour de la route en impasse qui domine l'ensemble du village.
Le territoire communal est très vaste et couvre l'adret comme l'ubac de la vallée du Cruzzini.

## Urbanisme

### Typologie
Au 1er janvier 2024, Salice est catégorisée commune rurale à habitat très dispersé, selon la nouvelle grille communale de densité à sept niveaux définie par l'Insee en 2022.
Elle est située hors unité urbaine. Par ailleurs la commune fait partie de l'aire d'attraction d'Ajaccio, dont elle est une commune de la couronne,. Cette aire, qui regroupe 79 communes, est catégorisée dans les aires de 50 000 à moins de 200 000 habitants,.

### Occupation des sols
L'occupation des sols de la commune, telle qu'elle ressort de la base de données européenne d’occupation biophysique des sols Corine Land Cover (CLC), est marquée par l'importance des forêts et milieux semi-naturels (96,6 % en 2018), néanmoins en diminution par rapport à 1990 (98,5 %). La répartition détaillée en 2018 est la suivante : 
forêts (74,1 %), milieux à végétation arbustive et/ou herbacée (20,6 %), zones agricoles hétérogènes (3,4 %), espaces ouverts, sans ou avec peu de végétation (1,9 %). L'évolution de l’occupation des sols de la commune et de ses infrastructures peut être observée sur les différentes représentations cartographiques du territoire : la carte de Cassini (XVIIIe siècle), la carte d'état-major (1820-1866) et les cartes ou photos aériennes de l'IGN pour la période actuelle (1950 à aujourd'hui).

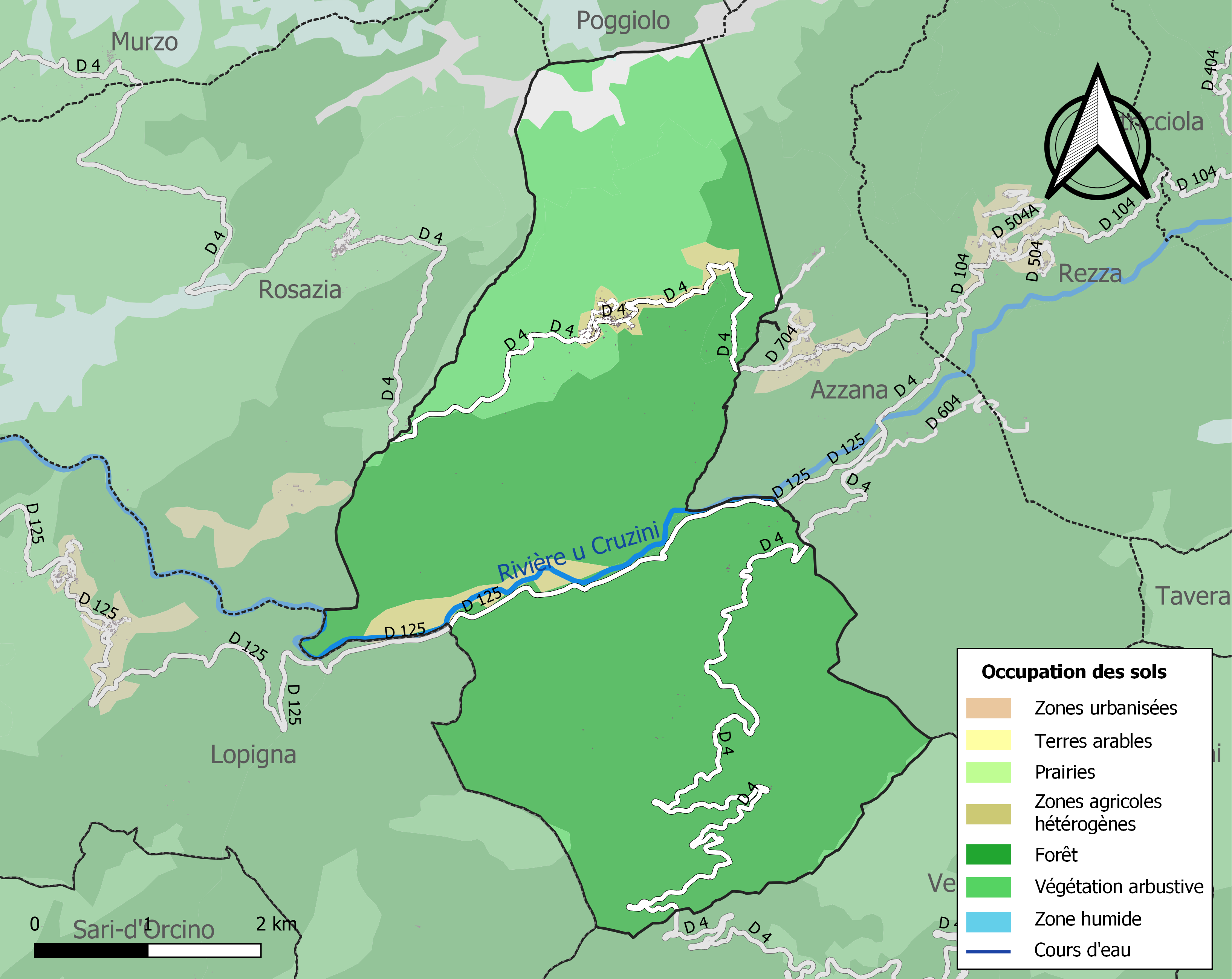
Carte des infrastructures et de l'occupation des sols de la commune en 2018 (CLC).

## Histoire
Le village semble avoir été fondé durant le XVIIIe siècle, son nom peut avoir deux origines, ou bien "tous les saints" ou bien "le saule", la présence d'un spécimen particulièrement robuste de cet arbre permettrait d'accréditer la seconde option.
Peuplé de plus de 600 habitants avant la grande guerre, ancien chef-lieu d'un canton aujourd'hui disparu (par fusion en 1973 avec celui de Sari-d'Orcino qui occupe désormais ce rang), Salice a souffert de la saignée démographique de 14-18, de l'exode rural et du relatif isolement de la vallée du Cruzzini, la route du col de Tartavello mettant Ajaccio à moins d'une heure n'ayant été carrossée qu'à la fin des années 1960.
L'école a définitivement fermé ses portes dans les années 1970.
La situation s'aggrave avec la fermeture des derniers commerces dans les années 80 (une boucherie et un débit de boisson), le village n'est plus desservi que par les tournées des commerçants de villages voisins, situation qui perdure toujours.
Néanmoins le nombre d'habitants est de nouveau en hausse depuis 1999, des familles vivent désormais au village à l'année, des services de bus scolaires desservant la commune quotidiennement vers les établissements (école élémentaire et collège) de Vico, à une vingtaine de kilomètres.

## Politique et administration

### Tendances politiques et résultats
Le village a longtemps élu des maires de gauche (communistes puis socialistes), il a reçu la visite de Laurent Fabius en 1989 en sa qualité de seule commune PS de Corse-du-Sud à la suite des élections municipales de la même année. Progressivement l'électorat a glissé sur la droite : si l'élection de François Mitterrand avait été largement fêtée en 1981, l'élection présidentielle de 2007 a donné une majorité à Nicolas Sarkozy (55,43 % des voix)

### Liste des maires
| Période                                  | Période                 | Identité             | Étiquette | Qualité  |
| ---------------------------------------- | ----------------------- | -------------------- | --------- | -------- |
| Les données manquantes sont à compléter. |                         |                      |           |          |
| 1945                                     | 1965                    | Pierre Ignace Antoni | PCF       |          |
| 1965                                     | 1984                    | Louis Paoli          | PCF       |          |
| 1984                                     | 2001                    | Dominique Antoni     | SE        |          |
| 2001                                     | En cours (au mars 2014) | François Giordani    | DVD       | Retraité |

## Démographie
L'évolution du nombre d'habitants est connue à travers les recensements de la population effectués dans la commune depuis 1800. Pour les communes de moins de 10 000 habitants, une enquête de recensement portant sur toute la population est réalisée tous les cinq ans, les populations de référence des années intermédiaires étant quant à elles estimées par interpolation ou extrapolation. Pour la commune, le premier recensement exhaustif entrant dans le cadre du nouveau dispositif a été réalisé en 2004.

En 2022, la commune comptait 88 habitants, en évolution de −3,3 % par rapport à 2016 (Corse-du-Sud : +7,61 %, France hors Mayotte : +2,11 %).
| 1800 | 1806 | 1821 | 1831 | 1836 | 1841 | 1846 | 1851 | 1856 |
| ---- | ---- | ---- | ---- | ---- | ---- | ---- | ---- | ---- |
| 215  | 205  | 242  | 263  | 303  | 299  | 307  | 370  | 317  |

| 1861 | 1866 | 1872 | 1876 | 1881 | 1886 | 1891 | 1896 | 1901 |
| ---- | ---- | ---- | ---- | ---- | ---- | ---- | ---- | ---- |
| 357  | 380  | 392  | 421  | 438  | 549  | 557  | 605  | 634  |

| 1906 | 1911 | 1921 | 1926 | 1931 | 1936 | 1946 | 1954 | 1962 |
| ---- | ---- | ---- | ---- | ---- | ---- | ---- | ---- | ---- |
| 606  | 520  | 505  | 516  | 534  | 551  | 291  | 164  | 186  |

| 1968 | 1975 | 1982 | 1990 | 1999 | 2004 | 2006 | 2009 | 2014 |
| ---- | ---- | ---- | ---- | ---- | ---- | ---- | ---- | ---- |
| 201  | 164  | 113  | 77   | 73   | 105  | 116  | 75   | 88   |

| 2019 | 2022 | - | - | - | - | - | - | - |
| ---- | ---- | - | - | - | - | - | - | - |
| 89   | 88   | - | - | - | - | - | - | - |

## Lieux et monuments
- Ancienne église Sainte-Marie de Salice. Elle est inscrite à l'Inventaire général du patrimoine culturel[10].
- Église Sainte-Marie de Salice. Elle est inscrite à l'Inventaire général du patrimoine culturel[11].